# Алматинська ТЕЦ-2
43°17′38″ пн. ш. 76°48′0″ сх. д. / 43.29389° пн. ш. 76.80000° сх. д.
Алматинська ТЕЦ-2 — теплова електростанція на півдні Казахстану в найбільшому місті країни Алмати.
В 1980—1987 роках на майданчику станції ввели в дію сім однотипних парових котлів від Барнаульського котельного заводу типу БКЗ-420-140-7с продуктивністю по 420 тонн пари на годину. У цей же період стали до ладу шість парових турбін від Ленінградського металічного заводу загальною потужністю 510 МВт — три типу ПТ-80/100-130/13 потужністю по 80 МВт (станційні номери 1 — 3), одна типу Р-50-130/13 потужністю 50 МВт (номер 4) та дві типу Т-110/120-130-5 з показниками по 110 МВт (номери 5 та 6).
Ще в 1995-му почались роботи над доповненням станції восьмим котлом. Вони розтягнулись більш ніж на два десятиліття і тільки у 2016-му ТЕЦ отримала котел типу Е 420-13.8-560 КТ продуктивністю 420 тонн пари на годину.
ТЕЦ розрахована на споживання вугілля. З огляду на екологічні причини тривалий час анонсують її переведення на природний газ, проте станом на 2023 рік жоден з цих проектів так і не дійшов до стадії реалізації.
Для видалення продуктів згоряння використовують два димарі висотою по 129 метрів.
Водопостачання станції забезпечує Талгарський водовід, який отримує воду з поля свердловин в околицях селища Гулдала.
Видача електроенергії відбувається по ЛЕП, що працює під напругою 110 кВ.